# Scorpaena maderensis
Lo scorfano di Madeira o scorfanotto squamoso (Scorpaena maderensis Valenciennes, 1833) è un pesce di mare della famiglia degli Scorpaenidae.

## Distribuzione e habitat
È diffuso nell'Oceano Atlantico orientale, dal Portogallo, alle Isole del Capo Verde, alle Canarie, alle Azzorre, a Madera (dove è molto comune) e nel Mar Mediterraneo.

Si tratta di una specie costiera che raramente può essere trovata a profondità superiori a 30 m. Vive su fondi duri con vegetazione folta.

## Descrizione
Molto simile agli altri scorfani da cui è però chiaramente distinto dall'assenza della fossetta sulla nuca e dalle squame che comprono interamente il ventre. Inoltre sono spesso presenti due piccoli lembi di pelle bianca sulla mascella inferiore e la sua sagoma è più slanciata di quella dei congeneri.

La livrea è estremamente variabile, in genere è simile a quella dello scorfano nero, beige o bruno chiaro con marezzature, strisce e macchie più scure ma il colore può anche essere nero o rosso fuoco! Sono sempre presenti due fasce nere ben definite, una sulla pinna caudale ed una sul peduncolo caudale. L'iride dell'occhio è rossa.

Questa specie non supera i 15 cm.

## Alimentazione
Si nutre di pesci nonché di crostacei ed altri invertebrati.

## Pesca
Non abbocca alle lenze e si cattura con reti da posta e nasse. La carne è buona ma si consuma solo nelle zuppe.

## Veleno
Simile a quello degli altri scorfani.